# Alejandro Lococo

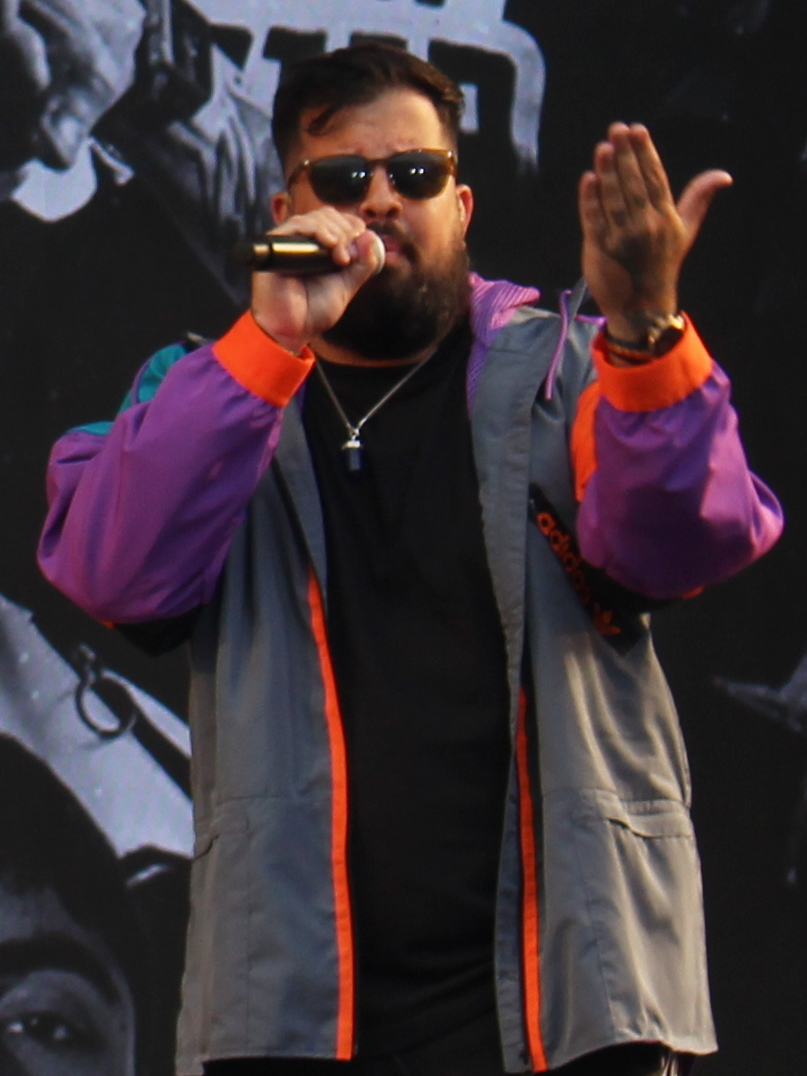
Alejandro Lococo (2020)

Alejandro Andrés Lococo (* 5. Dezember 1991 in Mar del Plata), auch bekannt als Papo oder Papo MC, ist ein argentinischer Freestyle-Rapper, Streamer und Pokerspieler.

## Persönliches
Lococo stammt aus Mar del Plata an der Ostküste Argentiniens. Er streamt regelmäßig auf der Plattform Twitch, bei der er über 1,8 Millionen Follower hat (Stand März 2022). Darüber hinaus betreibt der Argentinier einen Instagram-Kanal, der mehr als 2,7 Millionen Abonnenten aufweist (Stand März 2022). Lococo ist Vater eines Sohnes und zweier Töchter.

## Rapkarriere
Lococo interessierte sich bereits als Jugendlicher für Rap und verfolgte mit 14 Jahren erstmals ein Rap-Battle. Papo MC, auch bekannt als Alejandro Lococo, hat sich seit seinem Debüt im Jahr 2010 zu einer der zentralen Figuren der Freestyle-Szene in Argentinien entwickelt. Nachdem er bei der Red Bull Batalla de los Gallos Argentina 2013 und 2014 den zweiten Platz belegt hatte, erreichte er 2016 den Höhepunkt seiner Karriere, als er das Turnier vor 8.000 Zuschauern in Tecnópolis gewann. Mit diesem Sieg festigte er seinen Status als Legende des argentinischen Freestyles.
Später wurde Papo eine treibende Kraft in der Freestyle Master Series (FMS), in der er mehrere Vizemeistertitel errang. Besondere Duelle mit Wos und Trueno prägten diese Zeit. 2022 krönte er schließlich seine Laufbahn, indem er die FMS Argentinien gewann, und beeindruckte mit einer herausragenden Performance gegen Larrix. Neben seinen Erfolgen im Freestyle engagierte er sich auch als Veranstalter und Juror und trug entscheidend zur Weiterentwicklung der Szene bei.
Seit 2017 veranstaltet er auch eigene Rap-Battles, bei denen er als Jurymitglied aktiv ist.

## Pokerkarriere
Seine erste Geldplatzierung bei einem Live-Pokerturnier erzielte Lococo Mitte April 2016 in Buenos Aires. In Punta del Este gewann er im August 2018 sein erstes Live-Turnier und sicherte sich den Hauptpreis von über 20.000 US-Dollar. Ende Februar 2019 wurde der Argentinier beim Main Event des partypoker Grand Prix Uruguay Zweiter und erhielt mehr als 30.000 US-Dollar. Im Juli 2019 war er erstmals bei der World Series of Poker (WSOP) im Rio All-Suite Hotel and Casino in Paradise am Las Vegas Strip erfolgreich und kam bei einem Turnier der Variante No Limit Hold’em in die Geldränge. Seit August 2021 wird Lococo vom Onlinepokerraum PokerStars gesponsert. Bei der WSOP 2021 erreichte er mit dem drittgrößten Chipstack den Finaltisch des Main Events, der ab 16. November 2021 gespielt wurde. Dort konnte er sich zunächst auf den zweiten Platz in Chips vorspielen, schied anschließend jedoch im bis dahin größten Pot des Turniers gegen den späteren Sieger Koray Aldemir aus. Lococo belegte den siebten Platz und erhielt dafür sein bislang höchstes Preisgeld von mehr als 1,2 Millionen US-Dollar. Anfang März 2022 setzte er sich beim Main Event der Eureka Poker Tour in Prag gegen ein Teilnehmerfeld von 3155 Spielern durch und sicherte sich eine Siegprämie von knapp 420.000 Euro. Bei der WSOP 2022, die erstmals im Bally’s Las Vegas und Paris Las Vegas ausgespielt wurde, erreichte der Argentinier im Main Event den sechsten Turniertag und schied dort auf dem mit knapp 215.000 US-Dollar dotierten 39. Platz aus.
Insgesamt hat sich Lococo mit Poker bei Live-Turnieren mehr als 2,5 Millionen US-Dollar erspielt.